# Theodor Mundt
Theodor Mundt (Potsdam, 1808. szeptember 29. – Berlin, 1861. november 30.) német író, Luise Mühlbach (szül. Clara Müller) írónő férje.

## Élete
Irodalmi és bölcseleti tanulmányokat végzett Berlinben, 1842-ben berlini egyetemi magántanár, 1848-ban boroszlói egyetemi tanár, 1850-ben berlini egyetemi tanár és könyvtárőr lett. Termékeny regényíró, kritikus és sikerült korrajzok szerzője volt. Regényeit és novelláit mint az Ifjú Németország majd minden költői termékét az irányzatos elem előtérbe lépése, a politikai és vallási vezéreszmék éles kidomborítása jellemzi a tiszta költői célok elhanyagolása mellett. Kritikai munkáiban részben egyetemi előadásait rendezte sajtó alá. Monográfiái, korrajzai és útleírásai is (Knebel jellemzése irodalmi hagyatékának kiadásában, Hippel, Thümmel, George Sand, Lamennais jellemzései, Spaziergänge und Weltfahrten, Völkerschan auf Reisen, Pariser Kaiserskizzen, Paris und Louis Napoleon, Italienische Zustände stb.) az élénk tollú, szellemes publicitára vallanak. Magyarul megjelent: Mirabeau gróf és a francia forradalom kitörése. Fordította Szokoly Viktor (Pest, 1864).

## Magyarul
- Mirabeau gróf és a franczia forradalom kitörése, 1-5.; ford. Szokoly Victor; Hartleben, Pest, 1864 (Hartleben olvasótára)